# Élaine
Élaine est un prénom français d'origine grecque, variante orthographique d'Hélène, mais qui peut représenter aussi la forme anglaise Elaine d'un prénom gallois signifiant « biche, faon » utilisé dans le cycle arthurien. Elle est principalement fêtée le 18 août.

## Variantes
- anglais : Elaine
- français : Élaine, Hélène
- italien : Elena, Elaine
- polonais : Elaina, Elaine
- portugais : Eliane, Elaine
- espagnol : Elaine, Elena
- ukrainien : Елейн
- russe : Элейн
- suédois : Elaine
- danois : Elaine
- catalan : Elaina, Elaine
- islandais : Elaine, Elín
- finnois : Elaine
- corse : Elaine
- grec : Η Ελέιν
- allemand : Elina, Elaine
- croate : Elaine
- hongrois : Elaine
- roumain : Elaine
- néerlandais : Elaine
- slovaque : Elaine
- slovène : Elaine
- gaélique : Eilidh, Elaine
- letton : Elīna, Elaine

## Personnes portant ce prénom ou ce nom
- Pour l'ensemble des articles sur les personnes portant ce prénom, consulter :
  - la liste des articles dont le titre commence par ce prénom
  - les listes produites par Wikidata : Liste des personnes de prénom « Elaine » — même liste en incluant les éventuels prénoms composés qui contiennent « Elaine ».
- Elaine (1982-), footballeuse brésilienne.

## Les Élaine dans la légende arthurienne
Plusieurs personnages de la légende arthurienne portent le nom d'Élaine :
- la reine Élaine, épouse du roi Ban de Bénoïc. Elle fut la mère du chevalier Lancelot du Lac.
- Élaine d'Astolat était une fille de Bernard d'Astolat et elle était surnommée Élaine la Blanche. Elle était amoureuse de Lancelot du Lac et mourut de son amour pour lui en devenant la fameuse Dame de Shalott dont la mort fut causée par le chagrin issu de cet amour non partagé.
- Élaine de Corbenic (ou Ellan), fille du roi Pellès, qui réussit à coucher avec Lancelot du Lac grâce à Brisène l'enchanteresse qui lui donna l'apparence de la reine Guenièvre. De cette nuit-là, elle enfantera de Galahad.
- Élaine, fille de Goloët de Tintagel, duc de Cornouailles et de son épouse Ygerne, donc sœur de la fée Morgane (Morgain) et demi-sœur du roi Arthur.
- Élaine, nièce du roi Arthur et amoureuse du chevalier Perceval.

## Toponymes
- Elaine (Arkansas)
- Elaine (Victoria) (en)

## Autres
- Élaine est le nom du tunnelier de la ligne B du métro de Rennes.